# Grofova kapelica, Tišina
Kapelica je v kraju Tišina, župniji Tišina, ter občini Tišina.

## O kapelici
Kapelica v čast slavnemu vstajenju našega Jezusa Kristusa, stoji na Tišini nasproti tišinskega gradu ob cesti proti Murskim Petrovcem. Leta 1871 jo je dala postaviti grofica  Ana Apatin. V nišah so poslikave.

## Arhitektura
Kapelico iz leta 1871 členi trikotno čelo, pokriva pa jo dvokapna streha.
Kapelica je nekoč spadala k Bathianyjevemu dvorcu. Kapelica stoji na zahodni strani ceste Tišina - Murska Sobota.